# Pic Gray
Ne doit pas être confondu avec Pic Grays.
Pour les articles homonymes, voir Bunsen.
Le pic Gray (en anglais : Gray Peak) est un sommet montagneux situé dans le parc national de Yellowstone, dans le comté de Park au Wyoming aux États-Unis. Il culmine à une altitude de 3 141 m. Il se trouve à une quinzaine de kilomètres à l'ouest de Mammoth Hot Springs et à 14 km au nord du mont Holmes. Même si aucun sentier entretenu ne mène à son sommet, le sentier le plus proche est le Fawn Pass Trail qui longe sa face sud à environ 1,5 km.